# Kubanski pezo
Kubanski pezo (peso cubano), ISO 4217: CUP je jedna od dvije službene valute Kube. Dijeli se na 100 centava. U domaćem platnom prometu koristi se kratica $MN.
Koristi se od 1857., a tijekom svoje povijesti tečaj mu je bio vezan uz američki dolar i sovjetski rubalj. Od 1994. koristi se usporedno s konvertibilnim pezom, ali obje služe za plaćanje različitih dobara i usluga. Banka Kube izdaje kovanice od 1, 2, 5, 20, 40 centi, 1 i 3 dolara, te novčanice od 1, 3, 5, 10, 20, 50 i 100 dolara.

## Vanjske poveznice
- Banka Kube  Arhivirana inačica izvorne stranice od 3. kolovoza 2003. (Wayback Machine)